# Седяш (Караидельский район)
Седяш (баш. Сиҙәш) — деревня в Караидельском районе Республики Башкортостан Российской Федерации. Административный центр Верхнесуянского сельсовета.

## География

### Географическое положение
Находится на правом берегу реки Уфы.
Расстояние до:
- районного центра (Караидель): 60 км,
- ближайшей ж/д станции (Щучье Озеро): 105 км.

## Население
| 2002 | 2009 | 2010 |
| ---- | ---- | ---- |
| 299  | ↘297 | ↗301 |

Национальный состав
Согласно переписи 2002 года, преобладающая национальность — башкиры (89 %).